# Paradaxata
Paradaxata is een kevergeslacht uit de familie van de boktorren (Cerambycidae). De wetenschappelijke naam van het geslacht werd voor het eerst geldig gepubliceerd in 1938 door Breuning.

## Soorten
Paradaxata omvat de volgende soorten:
- Paradaxata alboplagiata Breuning, 1938
- Paradaxata spinosa Breuning, 1938
- Paradaxata villosa Breuning, 1938